# 劣人傳之詭計
《劣人傳之詭計》【劣人傳第一季】，2016年由製作公司《傳遞娛樂》製作出品的台灣網路劇，為《劣人傳》此IP系列劇集的第一季，由郭書瑤、李宗霖、陳芷妧、陳映蓁、陳慕主演。
《劣人傳》故事IP，緊扣人性的劣根性，要探討身而為人的種種「惡」，舉凡恐懼、慾望、膽小、自私等不完美部分。第一季的《劣人傳之詭計》，結合懸疑驚悚與偵探推理，更觸及校園霸凌、人性反思等議題。目前第一季已播畢，第二季籌備中。
本劇於多個網路平台放映：全劇共10集，一集約25分鐘，LINE TV於2016年7月8日全劇上架，媒體分享記者會在7月11日舉行。其他OTT平台如蘋果日報、LiTV線上影視、KKTV、CHOCO TV皆能以免付費的方式收看本劇；本劇亦於有線電視緯來綜合台播放。
第52屆廣播電視金鐘獎首度開放網路劇報名，本劇於12部報名之網路劇作品之中脫穎而出，入圍迷你劇集獎項。

## 播出時間
| 頻道         | 所在地   | 播映日期     | 播出時間               | 備註     |
| ------------ | -------- | ------------ | ---------------------- | -------- |
| 優酷         | 中国大陆 | 2016年6月8日 |                        | 首播     |
| LINE TV      | 臺灣     | 2016年7月8日 |                        | 全台首播 |
| 蘋果日報     | 臺灣     | 2016年8月3日 |                        | 已下架   |
| Litv線上影視 | 臺灣     | 2016年8月3日 |                        |          |
| CHOCO TV     | 臺灣     | 2016年8月3日 |                        |          |
| KKTV         | 臺灣     |              |                        |          |
| MOD          | 臺灣     |              |                        |          |
| 緯來綜合台   | 臺灣     | 2016年8月3日 | 週一至週四 23:00-01:00 |          |
| 八大綜合台   | 臺灣     | 2019年9月6日 | 每週五22:00-24:00      |          |

## 劇情大綱
人們常常會選擇逃避，
那些你不想面對的事情，那些你曾經做過的壞事，
但即使再刻意遺忘、再不願去提起，
那些黑暗其實永遠都不會消失，它其實一直深深藏在你心底…。
只是你不知道在人生的哪一個時刻，
它會突然地跑出來，吞沒你的人性。
煒翔畢業後事業正起步，一切看似充滿機會，直到有一天接到小學同學世明的死亡通知書，讓他想起人生中最不願意想起的那一段回憶…曾經在小學時煒翔跟同伴一起欺負女同學小英，從惡作劇開始、霸淩到最後造成了一起悲劇，小英因此自殺了。事後有人選擇刻意遺忘、有人離開逃避這件事，大家當作一切都沒有發生過，絕口不再提，繼續去過著自己的人生。
這一次世明的車禍意外，讓多年不見的老友在他的葬禮相聚，看似表面歡樂，但心裡卻又各有算計。其中有從小就愛打扮的班花冰冰、為了出國努力工作的家豪、在家中餐廳幫忙的慧芬，甚至連小時候移民國外的若涵也回來了，變得十分有氣質又漂亮。冰冰跟家豪在幾年前曾有過短暫激情，冰冰把帥氣的煒翔當成自己的新獵物，但她看出煒翔對若涵的情愫，決定逼迫家豪去接近若涵。
大家還來不及享受敘舊時光，竟然每個人都收到死去世明寄來的信，信中說是小英的鬼魂殺死他，她要來找大家報仇了，並交待每個人的死法跟先後順序， 沒有人相信是小英的鬼魂來報仇，覺得一定有人在搞鬼惡作劇。
就在大家又不當一回事時，信中的預言竟然一一開始實現，當一個接一個用同樣的死法死去，存活的人就更害怕了。
恐懼逼迫每個人去面對那逃避不了的黑暗，直到剩下最後一個煒翔…。

## 演員列表

### 領銜主演
| 演員                | 角色              | 介紹 | 登場集數        | 現况 |
| 郭書瑤 童年：龐以柔 | 汪小英 邱若涵(假) | 從小害羞內向，沒有朋友，因此成為同學欺負的對象。有一次汪小英因為被誤會是偷走娃娃的小偷，被霸凌到送進精神病院，因此在一次契機假冒若涵的身份後，發誓要報仇雪恨，並進行神不知鬼不覺的殺人計畫。 | 1-6，9-10       | 治療 |
| 李宗霖 童年：陳羽翔 | 莊煒翔            | 跟母親相依為命為獨子，本性單純，小學時跟轉學生小英一開始還是朋友，但為了不得罪大家，只好依附大家一起欺負小英，也是對小英來說感到最受傷失望的一個人，罪惡感在煒翔內心始終煎熬著。成年後，煒翔進入補教界成為一流名師，一切看起來十分順利，直到收到疑似世明生前寄來的詛咒之信，才再次回想起曾在童年時光犯下無法挽回的大錯…… | 全集            | 正常 |
| 陳芷妧 童年：吳岱凌 | 田冰冰            | 從小就得人疼受到大家關注的班花，造就她要的東西沒有得不到手的個性，她擅長煽動大家左右別人的想法。冰冰其實沒有那麼壞，她只是從來不會發現她自己的問題，她只是希望每個人都注意到她，去隱藏她內心深處的不安全感……她曾經壞嘴毒舌的欺負汪小英……也讓她遭遇到想像不到的恐怖懲罰……                                                 | 1-7             | 死亡 |
| 陳映蓁 童年：沈詩芸 | 廖慧芬            | 個性傻氣又直接，家裡是餐飲業，本來應該很單純的她卻容易被壓力所影響，她規規矩矩的做好每一件事，深怕出錯跟被責駡，會想盡辦法去遵守規矩跟秩序，表面上看起來平順乖巧，內心卻十分極端...膽小懦弱的她小時候曾經陷害汪小英……長大後的她也要承擔根本無法承受的罪與罰……                                                            | 1-7             | 死亡 |
| 陳慕 童年：莊皓亘   | 鹿家豪            | 從小就是個聰明的孩子，活潑外向的個性讓他很容易交到朋友，腦筋動得快但不喜歡僵化的環境，他從鄉下跑來城市工作，愛交朋友又重視生活的個性在城市中混得很好，還因此在知名電信公司旗下當起專業銷售員……在世明喪禮後，收到疑似世明生前寄來的詛咒之信，個性鐵齒的他，根本不相信這種死亡預言……直到……                                 | 1-3.6.9（回想） | 死亡 |

### 其他角色
| 演員                | 角色       | 介紹 | 登場集數  | 現况 |
| 姚坤君              | 煒翔媽     | 單親媽媽，以理髮為業並與煒翔相依為命 ; 有次煒翔從宜蘭回來，發現他行為歇斯底里後詢問其原因，並安撫煒翔不要自己嚇自己。 | 1-2，7-8  | 正常 |
| 呂金象 童年：蔡瑞澤 | 蔡世明     | 與煒翔、家豪、若涵、冰冰以及慧芬是極其要好的國小同學，並常常帶頭欺負汪小英。在汪小英自殺消息傳出後，一直認為自己看到汪小英的鬼魂而魂不守舍，導致發生車禍致死的悲劇。                                                                                 | 1.9(回想) | 死亡 |
| 王美心 童年：黃詩涵 | 邱若涵(真) | 家境很好的女孩，是知名企業千金。家人為了保護她的成長，在聽到汪小英自殺的傳言之後，決定帶她一起移民加拿大，讓若涵接受國外教育，之後長大的若涵進入國外藥品公司，東方人的背景讓她被總公司重用派回亞洲，並回來臺灣，卻不知看不見的殺機正一步步向她逼近…… | 9(回想)   | 死亡 |

## 網路劇歌曲
| 曲別   | 歌名               | 演唱者        | 作詞   | 作曲   |
| 片尾曲 | 花                 | Hello Nico    | 詹宇庭 | 詹宇庭 |
| 插曲   | 嘟嘟嘟嘟嘟         | 怕胖團        | 閃亮   | 閃亮   |
| 插曲   | Chimes At MIdnight | In The Groove |        |        |

## 獎項及提名
| 年度   | 大獎         | 獎項       | 入圍者       | 結果 |
| ------ | ------------ | ---------- | ------------ | ---- |
| 2017年 | 第52屆金鐘獎 | 迷你劇集獎 | 劣人傳之詭計 | 提名 |

## 外部連結
劇情參考 : 蝴蝶密碼 - 紅塵魔盒 https://m.youtube.com/watch?v=K-Ukoaxvnys
- 官方网站－LINE TV
- 劣人傳之詭計的Facebook專頁
- 官方网站－八大

- 官方网站第52屆廣播電視金鐘獎
- 網路劇《詭計》入圍金鐘！評審：台劇走向國際| ETNEWS星光雲 | 娛樂星光雲 （页面存档备份，存于）
- 【微雷/劇評】金鐘52 網劇之光《劣人傳之詭計》 驚悚度更勝《天黑》| 影劇圈圈
- 金鐘入圍精選最佳迷你劇集《劣人傳之詭計》| LINE today

| 臺灣 八大綜合台 每週五 22:00－24:00         | 臺灣 八大綜合台 每週五 22:00－24:00          | 臺灣 八大綜合台 每週五 22:00－24:00 |
| ------------------------------------------- | -------------------------------------------- | ----------------------------------- |
|                                             | 劣人傳之詭計 （2019年9月6日－2019年9月13日） |                                     |
| 靈異街11號 （2019年7月19日－2019年8月30日） | 迷徒·Claire （2019年9月20日－2019年9月27日） |                                     |